# ヨースト・カピート
ヨースト・カピート（Jost Capito、1958年10月29日 - ）は、ドイツのモータースポーツマネージャーであり、自動車レースの世界ラリー選手権（WRC）でフォルクスワーゲンチームのチームマネージャーを務めたことで特に知られる。またナビゲーターとしてダカール・ラリーのトラック部門総合優勝者にも名を連ねる。

## 経歴

### 少年期
父カール＝フリードリヒ・カピートはエンジニアで、暖房用のオイルバーナーを製造している小さな会社を経営していた。カール＝フリードリヒは運転可能なありとあらゆる乗り物が好きという人物でもあり、カピートが生まれた1958年も5月のマン島TTレースに出場するほどだった。そのため、ヨーストもレースを身近なものとして育った。
ドイツで二輪レースへの参加が可能となる16歳になるとすぐさま運転免許を取得し、エンデューロレースのジュニア選手権などに参戦するようになり、1970年代後半にドイツ国内のジュニアチャンピオンタイトルを獲得するなどの好成績を収めた。

#### パリ～ダカールラリー
1979年、カピートの両親はキャンピングカー仕様のウニモグでアフリカを旅行していた際、たまたま開催されていた第1回パリ-ダカール・ラリーの一行と遭遇する。そこで主催者のティエリー・サビーヌと友人になった父カール＝フリードリヒは、自身も参戦することを決意し、2年後の1981年にモトクロスで初参戦を果たした。
その後もカール＝フリードリヒは同ラリーへの挑戦を続け、1985年にカール＝フリードリヒがトラック部門にウニモグを駆って参戦した際、ヨーストはそのコ・ドライバーを務め、カピート父子はトラック部門で優勝を果たした。

### BMWモータースポーツ
ミュンヘン工科大学で機械工学の修士号を取得し、ミュンヘンに所在するBMWモータースポーツに1985年に入社し、キャリアを始めた。
同社ではBMWの伝説的なエンジニアであるパウル・ロシェの下で働き、（当時販売が始まって間もない）BMW・M5とM3用のエンジン開発を手掛けた。

### ポルシェ
BMWではその後のキャリアパスとして、エンジン開発、レース、経営のいずれかを選ばないといけなくなったため、悩んでいたところで、バイクのツーリング中にたまたまポルシェの開発部門のトップであるウルリッヒ・ベッツと知り合い、当時カップレースの責任者を探していた同社のモータースポーツ部門に誘われる。
1989年にポルシェのモータースポーツ部門に加わり、カレラカップやポルシェ・スーパーカップ用の911を手掛けた。カップカーの顧客たちの一部は公道仕様の911の性能に満足できず、自分たちのカップカー仕様の車両を公道用にコンバートすることまで要望し始めたため、カピートは上層部に掛け合ってカレラRS（964の軽量・高性能モデル）の製造を実現させた。収益をあげるために1,400台を販売する必要があると試算されていたが、このモデルは好評を博し、この成功により、ポルシェは後に「911 GT2」（996）をはじめとする高性能モデルを911のラインナップに追加することになる。

### ザウバー
1996年にF1チームのザウバーに勧誘され、ザウバー・ペトロナス・エンジニアリング（SPE）に加わった。同社では後藤治とともに働き、当時ザウバーはスクーデリア・フェラーリからF1用エンジンを供給されていたが、1999年を目標として独自のF1エンジン開発を試みた。
SPEの試みは実現しなかったものの、ザウバーにはその後も留まり、1998年から2001年にかけて同チームの最高執行責任者（CTO）を務めた。

### フォード
2001年にフォード・ヨーロッパに移り、同社を去る2012年までの間に、特殊車両やモータースポーツ車両、高性能車両など様々な部門で責任者を歴任した。この間、カピートは「チームRS」を組織し、初代のフォード・フォーカスRSを世に送り出した。
2009年にはモータースポーツ部門の責任者となり、全世界のフォードのモータースポーツ戦略を担い、各地域の担当者と協力して、参戦計画の全ての調整に当たった。
フォード在籍時、2003年から2012年にかけては世界ラリー選手権（WRC）におけるフォードの活動を主導し、フォード（Mスポーツ）は2006年と2007年シーズンにマニュファクチャラーズタイトルを獲得した。

### フォルクスワーゲン
2012年5月にフォルクスワーゲンのモータースポーツ部門のディレクターに就任した。
フォルクスワーゲンチームは世界ラリー選手権（WRC）で活躍し、2013年シーズンに参戦してから2016年シーズン限りで撤退するまで、4年連続でマニュファクチャラーズタイトルとドライバーズタイトル（セバスチャン・オジェ）を独占し、チームを指揮したカピートの名声も大いに高まることになった。
この間、2016年9月にF1チームのマクラーレン・レーシングの最高経営責任者（CEO）・マネージングディレクターに就任したが、4ヶ月で同チームを去り、フォルクスワーゲンに復帰している。これはカピートを雇ったロン・デニスが、ほどなくしてマクラーレン・グループにおける権限を失い、同社内の体制が変化することになったためである。

### ウィリアムズ
F1チームのウィリアムズは2020年に投資会社のドリルトン・キャピタルによって買収された。ドリルトン・キャピタルからの要請を受け、カピートは同チームの最高経営責任者（CEO）を引き受け、2021年2月にチームに加入した。2021年6月にそれまでチーム代表を務めていたサイモン・ロバーツがチームを去ったため、以降はチーム代表職もカピートが兼務した。
2022年12月にウィリアムズからの離脱することが発表された。この際、フォルクスワーゲン時代から片腕を務め、ウィリアムズでもテクニカルディレクターとして一緒に加入したフランソワ・グザヴィエ・ドゥメゾンも退任した。
カピートが加入してから2年足らずでチームを去ることになったのは雇い主であるドリルトン・キャピタルの意向によるもので、一説には、カピートに任せ続けた場合、チームの再建には5年程度かかると考えられ、当時64歳だったカピートにそれを任せるのは困難という判断によるものだったと言われている。

### ラリークロス
2024年2月、北米で行われるラリークロス選手権「ナイトクロス」のシニアアドバイザーに就任した。

## 人物
- 2016年にクリス・ミークが、スポット参戦で有利となるグラベルラリーで勝利を挙げた際、「ランキングトップのセバスチャン・オジェよりスポット参戦者の方が優れたドライバーだと勘違いするファンも出てくると選手権の価値が落ちる。スポット参戦のドライバーは先に出走するべき」という主旨の発言で苦言を呈している[12]。
- ザウバー時代によく日本を訪れて仕事をしていたため、日本との縁も深い。コロナ禍におけるラリージャパンの中止報道の際には、スバルのWRC復帰を心待ちにしていると発言している[13]。

### 「カピート」姓
カピートの祖先は15世紀まで遡ることができ、その頃は鍛冶屋だったという。カピート家の元々の姓は「Kopfer」だったが、15世紀から16世紀のマルティン・ルターの宗教改革の頃に姓をラテン語に改め、「Capito」に転じた。